# Gašpar Fejérpataky-Belopotocký
Gašpár Fejérpataky-Belopotocký de Kelecsén (Paludza, 1º gennaio 1794 – Liptovský Mikuláš, 18 maggio 1874) è stato un attivista e patriota slovacco, pioniere del teatro dilettantistico slovacco.

## Biografia
Nacque nella nobile famiglia Fejérpataky (originariamente Belopotoczky) con predicato di Liptovské Kľačany (in ungherese: de Kelecsén). Suo padre era Mikuláš Fejérpataky de Kelecsén e sua madre Mária, nata Benská.
Dopo due anni di studio a Kežmarok iniziò a dedicarsi alla legatoria. Nel periodo fra il 1807 e il 1815 risiedette a Levoča, a Košice, a Lučenec, a Pest e a Vienna. Nel 1821 si stabilì a Liptovský Mikuláš, ove fu attivo come legatore e libraio. Fu autodidatta e si schierò in prima linea nel movimento nazionale slovacco. Nel 1823 istituì per l'allargamento dell'istruzione la Biblioteca a prestito slovacca, da cui presero spunto altre città slovacche.
Fu un pioniere del teatro dilettantistico e nel 1830 fondò il primo teatro dilettantistico risorgimentale, che esordì con lo spettacolo Kocúrkovo di Ján Chalupka.
Grazie a una rete di commessi, distribuiva libri e periodici cechi e slovacchi, ai quali anche contribuiva con notizie sulla Slovacchia.
Attraverso conoscenze epistolari e personali con i patrioti cechi, mandò giovani talenti a Praga per imparare l'arte o studiare: tra di loro Jozef Božetech Klemens, Peter Michal Bohúň, František Miroboh Belopotocký e Ján Drahotín Makovický.
Ogni anno pubblicava un almanacco intitolato Nový i starý vlastenský kalendář ("Nuovo e antico calendario patriottico"), che veniva utilizzato anche per l'istruzione delle classi inferiori. Il calendario fu pubblicato tra il 1830 e il 1853 e dal 1842 fu integrato dall'appendice Slovenský pozorník ("L'osservatore slovacco").
Fejérpataky-Belopotocký è stata una delle prime persone a fondare scuole domenicali e "circoli della temperanza" contro l'alcolismo.
Partecipò a varie adunate patriottiche nazionali, come quella in difesa della cattedra di Bratislava, la supplica nota come Slovenský prestolný prosbopis del 1842 e le assemblee dell'associazione Tatrín. Sostenne la pubblicazione del giornale di Štúr Slovenské národné noviny con 4.000 fiorini, sebbene Fejérpataky-Belopotocký non parteggiasse per la lingua slovacca, ma per il ceco biblico Per molti anni provò invano a costruire una tipografia.
Dopo l'Insurrezione slovacca del 1848-1849 lavorò per un breve periodo nella pubblica amministrazione come impiegato e fra il 1857 al 1861 fu scrivano per un avvocato di Námestovo. Quando terminò di svolgere il lavoro di impiegato pubblico, tornò a Liptovský Mikuláš e vi rimase fino alla morte, avvenuta il 18 maggio 1874.
Dal 1954 in suo onore si svolge la rassegna teatrale di dilettanti Belopotockého Mikuláš, in cui la migliore compagnia si aggiudica la medaglia Gašpár Fejérpataky-Belopotocký.